# مائوریسیو ماتار
مائوریسیو ماتار (پرتغالی برزیلی: Maurício Mattar؛ زادهٔ ۳ آوریل ۱۹۶۴) بازیگر اهل برزیل است.
از فیلم‌هایی که وی در آن‌ها نقش داشته‌است، می‌توان به پیمان ددمنشانه: قتل دانیلا پریس اشاره نمود.